# Руаха
Руаха — річка в південно-центральній частині Танзанії, що протікає через водно-болотні угіддя Усангу та національний парк Руаха на схід у річку Руфіджі. Його басейновий водозбірний район складає 83 970 кв. Км (32 421 кв. Км). Популяція басейну в основному підтримується зрошенням та пов'язаними з водою засобами існування, такими як риболовля та тваринництво.

## Географія
Довжина Руаха становить 475 км (300 миль). Її припливний басейн має водозбірну площу 68 000 км ², а середньорічний випуск — 140 м³ / с. Руаха забезпечує 22 відсотки загального потоку системи водосховища Руфіджі. Також у річці виявлено 38 видів рибів.
Водоспад річки знаходиться у Горах Лінгвістона.Звідти Руаха спускається до рівнини Усангу, важливого регіону для зрошування сільського господарства та худоби в Танзанії. Річка врешті-решт досягає озера Мтера, а потім тече на південь до ГЕС Кідату. Ці дві водойми виробляють близько 50 % електроенергії Танзанії. Річка продовжує рухатись на південь і протікає через Національний парк Селус, після чого виходить на річку Руфіджі.Основними ріками, що входять до басейну річки Руаха, є Лукойси, Йові, Кітете, Сандже, Маленька Руаха, Кісіго, Мбаралі, Кімані та Чимала та невеликі — річечки Умробо, Мкоджі, Лунва, Мломбоджі, Іпатагва, Мамбі та Мсвісві.

## Посухи
Перші зниження потоків у річці Руаха було зареєстровано з початком 1990-х років, поступово це призвело до повного висихання ділянок річки в 1993 році і в сухих роках (як на ілюстрації вище). Це було пов'язано з неконтрольованим і поганим управлінням водними ресурсами, великими об'ємами вирощування рису.

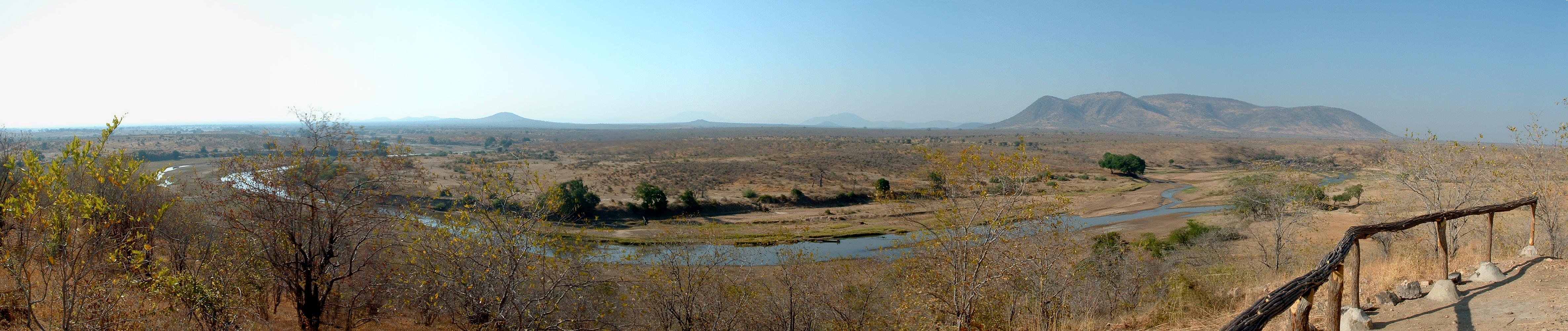
Панорама національного парку Руаха з видом на річку Руаха 27 липня 2003 року.